# Christiaan Conradie
Pour les articles homonymes, voir Conradie.
Christiaan Conradie, né à en Afrique du Sud, en 1984, est un artiste-peintre contemporain, vivant et travaillant à Mexico.

## Biographie
Christiaan Conradie a toujours voulu devenir artiste. Pourtant, au lieu d'intégrer une école d'art, ce dernier fait le choix d'étudier la direction artistique et le design à la Red & Yellow School de Cape Town.
Après deux ans à travailler dans la publicité, Christiaan Conradie décide de démissionner pour se consacrer entièrement à son art, sans avoir à faire de compromis. Il commence alors à prendre des cours de dessin au Spencer Street Studio pour améliorer sa technique.
Après avoir voyagé en Europe, Christiaan Conradie s'est installé à Mexico en 2014, une ville qui l'inspire au quotidien dans ses créations. L'artiste a très souvent recours à des techniques mixtes, gardant toujours la peinture comme élément central de son œuvre. Il y ajoute ainsi des objets de la vie quotidienne, très colorés, comme pour marquer la présence de Mexico sur chacune de ses toiles. On y voit alors des ballons, des fanions, des fleurs ou encore des néons réalisés sur mesure.
Ses œuvres sont exposées en Espagne, en France, en Afrique du Sud où son travail est déjà reconnu, au Mexique ou encore aux États-Unis, aussi bien dans des galeries que dans des festivals. Il est représenté en France depuis 2015 par la Galerie 55Bellechasse à Paris.
Le travail de Christiaan Conradie est également régulièrement exposé dans des foires d'art contemporain en France et aux États-Unis.
Il est également soutenu par le programme Artist Network de la marque RVCA, détenue par Billabong, pour la promotion de la jeune création,.

## Œuvres
Après le dessin et l'abstraction, Christiaan Conradie a choisi, depuis quelques années, de se tourner principalement vers la peinture figurative et les techniques mixtes. Ses dernières séries sont le résultat de rencontres fortuites depuis son arrivée à Mexico. Il peint ainsi de nombreux portraits en isolant totalement les corps de leur environnement : seulement des visages, des mains, parfois des animaux et quelques motifs abstraits çà et là.
Christiaan Conradie cherche avant tout à peindre des personnages qui l'ont marqué, sans scène ni décor, en proposant seulement quelques éléments sur ses toiles blanches. Pour lui, l'hyperréalisme de ses peintures suffit à retranscrire ces rencontres et souvenirs pour ne garder que l'essentiel.
C'est ainsi que certaines de ses toiles prennent une tout autre dimension grâce aux différents objets qu'il ajoute ensuite. Christiaan Conradie sort des cadres de la peinture pour rendre son œuvre toujours plus vivante et interactive.